# Juriquilla
 (mai 2025).
Juriquilla est une ville mexicaine du Querétaro située à une deux kilomètres à l'est de Santiago de Querétaro, la capitale de l'État. Elle est fait partie de la région naturelle du El Bajío.

## Histoire
Juriquilla était un domaine agricole ; aujourd'hui, c'est un ensemble de quartiers, de colonies, de centres culturels et d'un Club Sportif Familial et Social.
Sous l'administration de l'architecte Antonio Calzada dans les années 1970, des spéculations ont eu lieu sur l'emplacement possible du campus de Querétaro de l'Institut de technologie de Monterrey près de la ville de Juriquilla.